# Альфред Айзенбайссер
Альфред Айзенбайссер (нім. Alfred Eisenbeisser, рум. Alfred Fieraru; 7 квітня 1908, Чернівці, Герцогство Буковина, Австро-Угорщина — 1 липня 1991, Берлін, Німеччина) — румунський спортсмен. Перший представник з території сучасної України на чемпіонаті світу з футболу. Учасник зимових Олімпійських ігор 1936 року.

## Життєпис
Альфред Айзенбайссер, німець за походженням, народився 7 квітня 1908 року в Чернівцях, центрі автономного краю Австро-Угорщини. З 15-річного віку ввійшов до складу місцевого футбольного колективу «Ян», який представляв німецьку спільноту Буковини. За цю команду спочатку в юнацькому, а потім і в дорослому складі, виступав протягом семи років. У 1930 році перейшов у більш знаний на загальнорумунській арені чернівецький клуб «Драгош Воде». Саме звідти за короткий проміжок часу він потрапив в число 15 найкращих футболістів країни, які відбули літом 1930 року на перший чемпіонат світу в Уругваї.
На позиції півзахисника зіграв обидва матчі групового турніру. За національну збірну дебютував 14 липня 1930 року. Румуни здобули перемогу над збірною Перу (3:1). Але в наступному матчі поступилися господарям і майбутнім чемпіонам — уругвайцям. По дорозі пароплавом на батьківщину, після холодної купелі, Альфред Айзенбайссер підхопив запалення легенів. Відразу по прибутті корабля в італійську Геную його доправили, в критичному стані, до місцевої лікарні. Представники збірної навіть покликали священика, аби висповідав спортсмена, оскільки лікарям шанси на його видужання вбачалися мізерними. Румунська делегація, залишивши, як видавалося, невиліковно хворого в шпиталі, повернулася додому і оголосила про імовірну смерть свого спортивного побратима. На щастя, Альфреду вдалося видряпатися з того світу, а повернувшись в Чернівці, він застав рідних за підготовкою його поминок. Побачивши живим свого 22-річного сина, мати знепритомніла.
За збірну виступав до 1939 року. Всього провів дев'ять матчів. У 1932 році перейшов у один із найсильніших румунських клубів того часу — «Венус» (Бухарест). У його складі став чотириразовим чемпіоном Румунії, а у 1944 році завершив виступи на футбольному полі. Всього за «Венус» провів 114 лігових матчів (16 голів).
Окрім футболу, займався фігурним катанням. Він виступив на чемпіонаті Європи 1934 року в парі з Іриною Тімціц (7 місце). Разом вони виступали на Олімпіаді в Гарміш-Партенкірхені — 13 сходинка. Останнім великим змаганням з фігурного катання став чемпіонат Європи 1939, де він з Іляну Молдован зайняв 9-е місце. Шість разів здобував титул чемпіона країни: тричі в 30-х роках і тричі в 50-х. Востаннє титул чемпіона Румунії здобув у 1958 році. На той час йому виповнилося 50 років.
Помер Альфред Айзенбайссер 1 липня 1991 року в Берліні.

## Досягнення
- Чемпіон Румунії (4): 1934, 1937, 1939, 1940

## Статистика
Статистика виступів у збірній:
| № | Дата       | Місце      | Турнір                   | Господарі          | Рахунок | Гості                    |
| - | ---------- | ---------- | ------------------------ | ------------------ | ------- | ------------------------ |
| 1 | 14.07.1930 | Монтевідео | Чемпіонат світу          | Перу               | 1-3     | Румунія                  |
| 2 | 21.07.1930 | Монтевідео | Чемпіонат світу          | Уругвай            | 4-0     | Румунія                  |
| 3 | 20.09.1931 | Орадя      | Кубок Центральної Європи | Румунія            | 4-1     | Чехословаччина (аматори) |
| 4 | 04.10.1931 | Будапешт   | Кубок Центральної Європи | Угорщина (аматори) | 4-0     | Румунія                  |
| 5 | 03.11.1935 | Бухарест   |                          | Румунія            | 4-1     | Польща                   |
| 6 | 10.05.1936 | Бухарест   | Кубок короля Кароля ІІ   | Румунія            | 3-2     | Югославія                |
| 7 | 17.05.1936 | Бухарест   | Балканський кубок        | Румунія            | 5-2     | Греція                   |
| 8 | 04.12.1938 | Прага      | Кубок Едварда Бенеша     | Чехословаччина     | 6-2     | Румунія                  |
| 9 | 07.05.1939 | Бухарест   | Кубок короля Кароля ІІ   | Румунія            | 1-0     | Югославія                |